# Епштейн Марко Ісайович
Марко Ісайович Епште́йн (справжні ім'я та по батькові — Мойсе́й Цале́рович; нар. 3 березня 1899, Бобруйськ — пом. 19 серпня 1949, Москва) — радянський скульптор, графік, живописець, сценограф і педагог єврейського походження; член правління київського відділення Єврейського товариства заохочення мистецтв з 1917 року; член Об'єднання сучасних митців України з 1925 року та член Спілки художників Москви.

## Біографія
Народився 19 лютого [3 березня] 1899 року в місті Бобруйську (нині Білорусь) в сім'ї ремісника. Невдовзі після його народження сім'я переїхала до Києва, де хлопчик навчався спочатку в хедері; у 1911–1912 роках — у Київському художньому училищі у Федора Балавенськиого та у 1911–1918 роках — у художніх студіях Олександра Мурашка та Олександри Екстер.
З 1918 року був членом Художньої секції, керівником художньої студії та оформлювачем видань київської «Культур-Ліги»; ініціатором заснування Музею єврейського мистецтва. Протягом 1924–1931 років працював на посаді завідувача Київської єврейської художньо-промислової школи. Серед його учнів: Ш. Коткес, Цфанія Кіпніс, Хаїм Мастбаум, Григорій Інгер та інші. На початку 1930-х років був звинувачений у націоналізмі і формалізмі.
Після закриття школи, 1932 року переїхав до Москви. До 1937 року працював у бригаді зі створення садово-паркових скульптур, консультантом у видавнитві «Изобразительное искусство», очолював художню раду єврейської драматичної студії при клубі «Комуніст». Під час німецько-радянської війни, 1941 року був евакуйований до Фрунзе.
Помер в Москві 19 серпня 1949 року, після обговорення його творів на художній раді, де зазнав критики за елементи кубізму та експресіонізму у своїх творах.

## Творчість
Автор портретів, жанрових композицій. Серед робіт:
скульптури
- «Робітник» (1918);
- «Вояк» (початок 1920-х);
- «Жінка, яка стоїть» (1920-ті);
- «Мати з дитям» (1920-ті);
- «Робітниця» (1922);
- «Пані в капелюсі» (1922);
- «Шолом-Алейхем» (1925);
- «Вантажник» (1927, гіпс);
- «Єврей-землероб» (1928);
- «Людина з люлькою» (1929);
- «Молодий робітник» (1930, гіпс);

графіка
- «Карл Маркс» (1920-ті, Національний художній музей України);
- «Автопортрет» (1920-ті; Національний художній музей України);
- «Двоє» (початок 1920-х);
- «Віолончеліст» (початок 1920-х);
- «Родина» (початок 1920-х);
- «Кравець» (початок 1920-х);
- «Молочниця» (початок 1920-х);
- «Чоботар» (середина 1920-х);
- «Теслі» (середина 1920-х);
- «Циркач» (середина 1920-х);
- «Прачки» (кінець 1920-х);
- «Атлети» (кінець 1920-х);
- «Старий рибалка» (кінець 1920-х);
- «Дівчата» (1928);
- «Буржуа» (1928);
- «Робітфаківці» (1930—1931, акварель; Національний художній музей України);

театральні ескізи
- «Містечковий єврей»(середина 1920-х);
- «Аристократи» (1927, Державний єврейський театр в Одесі);
- «Буржуа» (1928);
- «Франт» (1928);
- «Книжник» (1928);
- «Скрипаль» (1928);

інше
- групова скульптура «Климент Ворошилов, Михайло Фрунзе, Семен Будьонний» (1932);
- пам'ятник Володимиру Леніну на Горьковській ДРЕС (1934);
- барельєфи «Людвиг ван Бетговен», «Петро Чайковський», «Микола Римський-Корсаков», «Вольфганг Амадей Моцарт», «Михайло Глінка» (Російська академія музики, Москва; усі — 1946);
- меморіальна дошка на пам'ятнику загиблим під час Другої світової війни (Брянськ, 1947).

У 1928—1929 роках створив велику серію малюнків із життя єврейських хліборобських колоній, зокрема: «Голова сільради», «Музики». У 1934—1935 роках, разом із деякими іншими художниками, був відряджений ОЗЕТом до єврейських колгоспів Криму. Під час цих поїздок виконанав графічні серії робіт.
Ілюстрував книги, звертаючись до традиційних мотивів та образів єврейського народного мистецтва, використовував зображальні можливості єврейського шрифту.
Брав участь у мистецьких виставках з 1916 року, зокрема у 1920 і 1922 роках взяв участь у виставках художньої секції «Культур-Ліги» у Києві. У 1936 році в Москві експонував свої роботи на виставці «Єврейська автономна область та єврейські нацрайони у живописі та графіці», виконані під час відрядженя по Криму. З кінця 1930-х років практично не виставлявся та офіційно не працював як художник. В останні роки життя зрідка отримував замовлення на оформлювальні роботи та виготовлення надгробних пам'ятників, створив ряд пейзажів та графічних автопортретів.